# Chokchai Chuchai
Chokchai Chuchai (tiếng Thái: โชคชัย ชูชัย, sinh ngày 19 tháng 4 năm 1988) là một cầu thủ bóng đá từ Thái Lan. hiện tại thi đấu cho Nakhon Pathom United ở Thai League 4.

## Danh hiệu

### Câu lạc bộ
Buriram PEA
- Giải bóng đá ngoại hạng Thái Lan Vô địch (1): 2008

Muangthong United
- Giải bóng đá Ngoại hạng Thái Lan Vô địch (1): 2009